# Oxyopes castaneus
Oxyopes castaneus là một loài nhện trong họ Oxyopidae.
Loài này thuộc chi Oxyopes. Oxyopes castaneus được George Newbold Lawrence miêu tả năm 1927.